# Valeria Sffeir
Valéria Sffeir (Juiz de Fora, 27 de fevereiro de 1953 — Rio de Janeiro, 28 de outubro de 2010) foi uma jornalista brasileira.

## Biografia
Mineira, formou-se em Comunicação Social na Universidade Federal de Juiz de Fora (UFJF) começou a carreira em sua cidade natal, na TV Globo, hoje TV Panorama, no início dos anos 1980. Em seguida, foi para a TV Aratu, antiga afiliada da TV Globo na Bahia, passando por Belo Horizonte e Brasília, até ser transferida para a Inglaterra na década de 1980. Fez parte da equipe que criou a Globo News, em 1996, onde trabalhou como editora internacional e chefiava o programa Mundo S.A. cargo que exerceu até se afastar em função dos tratamentos contra o câncer.
Valéria foi uma das primeiras correspondentes internacionais da televisão brasileira e atuando em Londres, fez coberturas importantes, como a Guerra do Golfo.

## Morte
Valéria morreu em 28 de outubro de 2010, aos 57 anos, devido a um câncer de pulmão o qual vinha tratando nos últimos sete meses. Ela foi sepultada no Cemitério Municipal de Juiz de Fora.